# Habfürdő (film)
A Habfürdő 1980-ban bemutatott magyar zenés–romantikus animációs film, amelynek rendezője és írója Kovásznai György. Az animációs játékfilm zenéjét Másik János szerezte. A mozifilm a Pannónia Filmstúdió gyártásában készült, a MOKÉP forgalmazásában jelent meg.
Magyarországon 1980. április 3-án, felújított változattal a Budapest Film forgalmazásában 2000. december 7-én, a Pannonia Entertainment Ltd. forgalmazásában 2021. május 27-én mutatták be a mozikban.

## Cselekmény
Mohay Zsolt kirakatrendező a menyasszonya és délutánra kitűzött esküvőjük elől Annához, az orvosi felvételire készülő védőnőhöz menekül. A vőlegény döntésképtelen: nem meri vállalni a házassággal járó felelősséget. Az aggszűz Anna igazi társra vágyik, egy férfi kell neki! Kettejük kellemes beszélgetését zavarja meg a menyasszony, Klári érkezése, aki – mit sem tudván arról, hogy jövendő férje-ura is itt lesz található – Annáért jött, hogy az esküvőre vigye. Klári – a másik kettővel szemben – nagymenő, határozott, önbizalomtól duzzadó személy. Hármuk értékrendjének ütközése nem kevés feszültséggel jár.

## Szereplők
- Antalffy Albert – Mohay Zsolt
- Dobos Katalin – Parádi Anna
- Bontovics Kati – Horváth Klári
- Szögi Arany – Zsófia néni
- Papp Anna – Anyukák

## Televíziós megjelenések
- TV-2, Duna TV
- Magyar Mozi TV